# Roberto Aizenberg
Pour les articles homonymes, voir Aizenberg.
Roberto Aizenberg, né le 22 août 1928 et mort le 16 février 1996, est un peintre et sculpteur argentin.
Il est considéré comme l'un des principaux représentants du surréalisme en Amérique du Sud. Influencé par l'architecture, son travail de peintre met en scène des constructions polyédriques désertes et mystérieuses qui ne sont pas sans évoquer De Chirico.

## Biographie
Roberto Aizenberg naît en 1928.

## Travail
Suivant le peintre surréaliste Juán Battle Planas, Aizenberg s'est lancé dans des expériences de collage entreprises par Max Ernst. Il a créé de petits tableaux qui présentent des figures minuscules contemplant le crépuscule des hautes terrasses de villes inconnues dans de vastes paysages aux horizons infinis. Il utilise des tonalités grises ou dorées, ce qui rend ses toiles plus intimes et secrètes.